# Grand Prix Jef Scherens 1967
La 5e édition du Grand Prix Jef Scherens a eu lieu le 4 septembre 1967. Elle a été remportée par le Belge Robert Lelangue.

## Classement final
Robert Lelangue remporte la course en parcourant les 90 km en 2 h 17 min 0 s à la vitesse moyenne de 39,416 km/h. Comme les éditions 1966, 1969 et 1988, elle est couru en critérium.
| Classement final | Classement final    | Classement final | Classement final | Classement final  |
|                  | Coureur             | Pays             | Équipe           | Temps             |
| ---------------- | ------------------- | ---------------- | ---------------- | ----------------- |
| 1er              | Robert Lelangue     | Belgique         | '                | en 2 h 17 min 0 s |
| 2e               | Herman Van Springel | Belgique         |                  |                   |
| 3e               | Remi Van Vreckom    | Belgique         |                  |                   |
| modifier         |                     |                  |                  |                   |